# Hi'iaka Montes
Gli Hi'iaka Montes [sic] sono una struttura geologica della superficie di Io.